# Gouvernorat de Syrie
| \| 100 km1:7 130 000 Capitale nationale Population > 500 000 hab. Population > 100 000 hab. Population > 50 000 hab. Population < 50 000 hab. \| (Rif Dimashq) Damas Alep Deraa Qouneitra Tartous Lattaquié Deir ez-Zor Homs Hama Raqqa Idlib Hassaké Soueïda |
| 100 km1:7 130 000 Capitale nationale Population > 500 000 hab. Population > 100 000 hab. Population > 50 000 hab. Population < 50 000 hab. |

| 100 km1:7 130 000 Capitale nationale Population > 500 000 hab. Population > 100 000 hab. Population > 50 000 hab. Population < 50 000 hab. |

En Syrie, les gouvernorats, ou mouhafaza (en arabe : محافظات / muḥāfaẓāt, au singulier : محافظة / muḥāfaẓa), constituent le premier type de division territoriale. Ces gouvernorats sont divisés en districts, eux-mêmes divisés en sous-districts. La Syrie étant un État unitaire, il s'agit de divisions administratives, et non pas politiques.
Chaque gouvernorat est présidé par un gouverneur dont l'affectation est proposée par le ministre de l'Intérieur, approuvée par le cabinet, et annoncée par un décret exécutif. Il est responsable de l'administration, de la santé, des services sociaux, de l'éducation, du tourisme, des travaux publics, du transport, du commerce domestique, de l'agriculture, de l'industrie, de la sécurité publique et du maintien de la loi et de l'ordre dans la province. Le ministre de l'Administration locale travaille de pair avec chaque gouverneur pour coordonner et superviser les projets locaux de développement.
Le gouverneur est assisté par un conseil provincial dont les trois quarts de ses membres sont élus par vote populaire pour quatre ans, le quart restant étant choisi par le ministre de l'Intérieur et le gouverneur. De plus, chaque conseil a une branche exécutive constituée de 6 à 10 officiers choisis par le gouvernement central parmi les membres du conseil élus par le peuple. Chaque officier exécutif est chargé de fonctions spécifiques.
Les districts et les sous-districts sont administrés par des fonctionnaires choisis par le gouverneur, qui sont sujets à l'accord du ministre de l'Intérieur. Ces officiers travaillent avec les conseillers élus du district pour répondre aux besoins locaux et servir d'intermédiaires entre l'autorité centrale du gouvernement et les chefs traditionnels locaux, comme les chefs de village, les chefs de clan, et les conseils des personnes âgées.
Depuis la révolution syrienne et la répression du soulèvement populaire par le régime de Bachar al Assad depuis 2011, des conseils locaux ont été créés dans les zones hors du contrôle du régime syrien, comme notamment à Douma. Ces conseils locaux ont joué et parfois jouent encore un rôle primordial dans l'accès des populations aux services de base.

## Liste
| Gouvernorat                | Superficie (km2) | Population (2018) | Densité de population (hab./km2) | Nombre de districts | Localisation |
| -------------------------- | ---------------- | ----------------- | -------------------------------- | ------------------- | ------------ |
| Gouvernorat d'Alep         | 18 500           | 4 600 166         | 248,65                           | 8                   |              |
| Gouvernorat de Damas       | 1 599            | 2 211 042         | 18 273,07                        | 1                   |              |
| Gouvernorat de Deraa       | 3 730            | 998 000           | 267,65                           | 3                   |              |
| Gouvernorat de Deir ez-Zor | 33 060           | 1 200 500         | 36,31                            | 3                   |              |
| Gouvernorat de Hama        | 8 883            | 1 593 000         | 179,33                           | 5                   |              |
| Gouvernorat de Hassaké     | 23 334           | 1 272 702         | 55,54                            | 4                   |              |
| Gouvernorat de Homs        | 42 223           | 1 762 500         | 41,74                            | 6                   |              |
| Gouvernorat d'Idleb        | 6 097            | 1 464 000         | 240,11                           | 5                   |              |
| Gouvernorat de Lattaquié   | 2 297            | 1 278 486         | 556,58                           | 4                   |              |
| Gouvernorat de Qouneitra   | 1 861            | 87 000            | 46,74                            | 2                   |              |
| Gouvernorat de Raqqa       | 19 616           | 919 000           | 46,84                            | 3                   |              |
| Gouvernorat de Rif Dimachq | 18 032           | 2 831 738         | 157,03                           | 9                   |              |
| Gouvernorat de Soueïda     | 5 550            | 364 000           | 65,58                            | 3                   |              |
| Gouvernorat de Tartous     | 1 892            | 785 000           | 414,90                           | 5                   |              |